# Marguerite Durand
Marguerite Charlotte Durand (Parigi, 24 gennaio 1864 – Parigi, 16 marzo 1936) è stata una giornalista francese, fondatrice del giornale femminista La Fronde.

## Biografia
Figlia naturale di Anna Caroline Durand, venne allevata nel convento parigino delle Dames Trinitaires. Nel 1879 studiò nel Conservatorio d'arte drammatica, diplomandosi nel 1880 ed entrando a far parte della Comédie Française. Lasciò le scene nel 1888 per sposare il deputato Georges Laguerre, direttore del giornale La Presse, ove Marguerite pubblicò i suoi primi articoli. Separatasi dal marito nel 1891, collaborò al Figaro.
Inviata dal quotidiano al Congresso internazionale delle donne tenutosi a Parigi nel 1896 per iniziativa di Maria Pognon, rimase convinta dai discorsi di rivendicazioni avanzati in quell'assise, rifiutandosi di scrivere l'articolo di critica che il giornale si attendeva da lei. Da allora si dedicò alla difesa dei diritti delle donne. L'anno seguente fondò La Fronde, il cui primo numero apparve il 9 dicembre 1897, ottenendo un grande successo con la vendita di 200 000 copie. Esclusivamente stampato, amministrato, diretto e redatto da donne - tra le collaboratrici furono Caroline Rémy, Lucie Delarue-Mardrus e Clémence Royer - il giornale non si occupava soltanto di diritti femminili, ma trattava di politica, di finanza, di cultura, di cronaca e di sport. Dal 1899 La Fronde fu l'unico giornale in Francia contenente un supplemento quotidiano di argomento sempre diverso.
Il giornale Le Gaulois giudicò «offensivo» il titolo del quotidiano di Marguerite Durand. La risposta fu che La Fronde dichiarava guerra «ai tiranni chiamati abusi, pregiudizi, codici caduchi, leggi arbitrarie e non adeguate ai tempi moderni». D'ispirazione laica e repubblicana, non manifestava posizioni anti-clericali, ponendosi al di sopra di qualunque fede religiosa, tanto da indicare ogni giorno secondo il diverso calendario gregoriano, giuliano, ebraico e repubblicano.
Apparsa durante l'affare Dreyfus, La Fronde si schierò a favore dell'innocenza di Dreyfus, subendo gli attacchi di un giornale che pure si definiva femminista, il cattolico Le Féminisme chrétien, diretto da Marie Maugeret e impegnato in una campagna nazionalista, antisemita e xenofoba. Da parte sua, La Fronde si batté per la revisione del codice civile, per una legislazione sulla maternità, per la soppressione della regolamentazione della prostituzione, per il diritto di voto e per l'eguaglianza del salario dei lavoratori dei due sessi.
Nel 1907 Marguerite Durand organizzò un Congresso del lavoro femminile e creò un ufficio di collocamento per operaie. Organizzò candidature femminili per le elezioni politiche del 1910 e si presentò lei stessa candidata. La legge, infatti, vietava il diritto di voto alle donne, ma non le escludeva esplicitamente dalla possibilità di candidarsi. La sua candidatura fu comunque respinta. La Fronde divenne dal 1903 al 1905 il supplemento mensile de L'Action, nuovo giornale fondato da Marguerite Durand, e riapparve ancora brevemente nel 1914 per diventare un mensile dal maggio del 1926 alla definitiva cessazione nel luglio del 1928, sostenendo il diritto al voto femminile. Quando il giornale cessò le pubblicazioni, Marguerite Durand commentò che esso era stato considerato «troppo borghese dai socialisti e troppo rivoluzionario dai borghesi, troppo serio dai parigini e troppo parigino dai provinciali». Il declino de La Fronde corrispose al declino del femminismo radicale avvenuto tra le due guerre.
Nel 1931 fondò la biblioteca che porta ancora il suo nome, costituita da documenti sulla storia delle donne francesi e del femminismo, che lei diresse fino alla morte, avvenuta nel 1936. Insieme con Georges Harmois, nel 1899 Marguerite Durand aveva fondato ad Asnières-sur-Seine un cimitero per animali.